# ’Âor Beichoăn
’Âor Beichoăn – gmina (khum) w północno-zachodniej Kambodży, w zachodniej części prowincji Bântéay Méanchey, w dystrykcie ’Âor Chrŏu.

## Miejscowości
Na obszarze gminy położonych jest 11 miejscowości:
- Choan Banteay Thmei
- Chouk Chey
- ’Âor Beichoăn
- Prasat
- Prey Chan
- Preav
- Seila Khmaer
- Snuol Tret
- Thnal Bat
- Tumnob Dach
- Yeang Dangkum